# Улан (Приаргунський округ)
Ула́н (рос. Улан) — село у складі Приаргунського округу Забайкальського краю, Росія.

## Населення
Населення — 353 особи (2010; 425 у 2002).
Національний склад (станом на 2002 рік):
- росіяни — 95 %